# Overdose (programa de televisão)
Overdose é uma minissérie da MTV Brasil transmitida em 2013. Em 13 episódios, é contada a história de uma banda de garagem tentando alcançar o sucesso em formato de falso documentário. A série é protagonizada por Johnny Guitar (Juliano Enrico), Danny Starr (Daniel Furlan) e Rony Thunder (Raul Chequer). Rony Thunder seria interpretado por Gabriel Labanca, fundador da Quase, mas devido a seu falecimento, foi interpretado por Chequer. De acordo com o diretor da série, Arnaldo Branco, a ideia surgiu quando ele reassistiu o filme This is Spinal Tap, um falso documentário sobre uma banda de rock.

## Ligações Externas
- Playlist - Overdose no YouTube